# Washington Luiz Mascarenhas Silva
Washington Luiz Mascarenhas Silva (nacido el 17 de julio de 1978) es un exfutbolista brasileño que se desempeñaba como delantero.
Jugó para clubes como el Vasco da Gama, Portuguesa, Palmeiras, FC Tokyo, Sport Recife, Konyaspor, Vitória y São Caetano.

## Trayectoria

### Clubes
| Club                | País    | Año         |
| ------------------- | ------- | ----------- |
| Xanthi              | Grecia  | 2000        |
| Osasco              | Brasil  | 2000 - 2001 |
| Americano           | Brasil  | 2002        |
| Vasco da Gama       | Brasil  | 2002        |
| Americano           | Brasil  | 2003        |
| Caxias do Sul       | Brasil  | 2004        |
| América             | Brasil  | 2004        |
| Americano           | Brasil  | 2005        |
| Portuguesa          | Brasil  | 2005        |
| Palmeiras           | Brasil  | 2005        |
| FC Tokyo            | Japón   | 2006        |
| Sport Recife        | Brasil  | 2007        |
| Konyaspor           | Turquía | 2007 - 2008 |
| Portuguesa          | Brasil  | 2008        |
| Vitória             | Brasil  | 2009        |
| São Caetano         | Brasil  | 2009        |
| Atlético Goianiense | Brasil  | 2010        |
| Ceará               | Brasil  | 2010 - 2011 |
| ABC                 | Brasil  | 2012        |
| Brasiliense         | Brasil  | 2012 - 2013 |
| Audax Rio           | Brasil  | 2014        |
| Duque de Caxias     | Brasil  | 2014        |
| Bragantino          | Brasil  | 2014        |
| Joseense            | Brasil  | 2015        |